# Haselbourg
Haselbourg é uma comuna francesa na região administrativa de Grande Leste, no departamento de Mosela. Estende-se por uma área de 6,11 km². Em 2010 a comuna tinha 322 habitantes (densidade: 52,7 hab./km²).